# Zbiornik Rydzyna
Zbiornik Rydzyna – zbiornik retencyjny zlokalizowany na terenie gminy Rydzyna.
Zbiornik o powierzchni 40 ha utworzono na Rowie Dąbieckim na północ od miasta Rydzyna, a jego budowa jest częścią projektu odbudowy Kopanicy, zwanej też Rowem Polskim (Rów Dąbiecki jest jej prawym dopływem). Zbiornik, oddany do użytku w czerwcu 2013, ma długość 1650 metrów, pojemność powodziową miliona metrów sześciennych wody, a średnia głębokość wynosi 1,86 metra. Budowa pochłonęła 30 milionów PLN, z czego 20 milionów wpłynęło z dotacji Programu Rozwoju Obszarów Wiejskich na lata 2007-2013, a reszta z budżetu państwa. Akwen ma znaczenie retencyjne, a także zabezpiecza okoliczne gospodarstwa i pola przez skutkami powodzi. Ponadto nadano mu funkcję rekreacyjną – zbudowano pomosty, uruchomiono plażę (niestrzeżoną) i samoobsługową stację naprawy rowerów. Koroną wału poprowadzona jest droga pieszo-rowerowa.